# Dasineura cerastiiflora
Dasineura cerastiiflora är en tvåvingeart som beskrevs av Fedotova 1993. Dasineura cerastiiflora ingår i släktet Dasineura och familjen gallmyggor.
Artens utbredningsområde är Kazakstan. Inga underarter finns listade i Catalogue of Life.